# Люльпаны
Люльпа́ны (мар. Лӱльпан, от «нолпо» — в переводе «большая ольха») — деревня в Медведевском районе Марий Эл Российской Федерации, названная некогда в честь реки Люльпанки, центр сельской административной территории и производственного отделения, входящего в ЗАО «Марийское».

## География
Деревня расположена в 37 км на северо-запад от Медведево на реке Большая Ошла.

## Современное состояние
В деревне 398 хозяйств, в которых проживают 1103 человека, кроме того, в деревне расположен детский дом с примерно 100 воспитанниками; всего в деревне проживает 1238 человек.
Помимо вышеупомянутого, в деревне расположены мастерские по ремонту техники, почтовое отделение, телефонный узел, отделение Сбербанка, отделение комбината бытового обслуживания, Дом культуры, сельская администрация, производственное отделение геологов, общественная баня, коммунхоз, 3 продовольственных магазина, промтоварный магазин, столовая общепита, лесничество.

### Улицы
1. Колхозная улица;
2. Улица Атланты;
3. Коммунистическая улица;
4. Комсомольская улица;
5. Лесная улица;
6. Улица механизаторов;
7. Новая улица;
8. Советская улица;
9. Улица Ухтомского[4].

## История
Люльпаны возникли в середине XIX века; из разных деревень, в основном из Турши, сюда приехали семьи Кудрявцевых, Лощиловых, Кондаковых, Комиссаровых, Тумбарцевых, Киселёвых, Рыбаковых, Лебедевых, Тихоновых, Соловьёвых, Зайцевых и Беловых, в 80-х годах того же века приехали из-под Пектубаева семьи Мосуновых и Козловых, в эти же годы на реке Ошле было построено две мельницы. Изначально в деревне жили государственные крестьяне.
Жители деревни занимались земледелием (выращивали рожь, овёс, ячмень, гречиху, горох, лён, коноплю, капусту, свеклу, морковь, репу, лук, чеснок, картофель) и скотоводством (лошади, коровы, свиньи, гуси, овцы, куры, утки), собирали ягоды (бруснику, клюкву), мёд. Преобладала общинно-семейная форма земледелия с трехпольным севооборотом: озимое, яровое, пар. В деревне жили язычники, православные, староверы.
Осенью 1902 года в деревне случился большой пожар; она отстроилась вновь в 1905 году.
Местное кладбище находится на правом берегу реки, в 500 метрах на запад от деревни.
В марте 1931 года в деревне были созданы 2 колхоза: «Мировая революция» и «Люльпан». В 1940—1941 годы оба колхоза за высокие урожаи льна и зерновых были удостоены медалей ВДНХ СССР.
В июне 1932 года по решению Оршанского кантисполкома был создан Оршанский льносовхоз, центром которого стали Люльпаны, в который входили пахотные земли за Ошлой, включая Головино, а также Красное Поле, Сухоречье, Зверево, до Южей.
В 1935—1937 годах на базе совхоза в Люльпанах существовала колония.
За время Великой Отечественной войны погибло 57 человек, призванных из Люльпан.
В 1951 году были объединены три колхоза: «Мировая революция», «Люльпаны» и колхоз имени Пушкина. В 1959 году был основан колхоз имени Ухтомского с правлением в Новом Широкове, в состав которого вошли жители деревень Люльпаны, Мариялы, Малая Речка, Новое Широкове и Красное Поле. Колхоз стал одним из первых миллионеров Марий Эл.
В период с 1969 по 1978 год в деревне, среди прочего, появился панельный двухэтажный жилой дом.
В 1981 году колхоз имени Ухтомского был объединён с соседним колхозом «Победитель».
После этого за счет государственной ссуды в Люльпанах были построены центральная котельная, три двадцатисемиквартирных дома, Люльпанская участковая больница и детский сад; появилась школа на 400 человек, возведённая Министерством просвещения республики. В деревне был проложен асфальт, появился маршрутный автобус.
В 1989 году произошло разделение колхозов; один из них стал называться «Люльпанский». Во второй половине 90-х годов XX века колхоз присоединился к птицесовхозу «Марийский».

## Население
| 2010  | 2011  | 2012  | 2013  | 2014  | 2015  | 2016  |
| ----- | ----- | ----- | ----- | ----- | ----- | ----- |
| 1216  | ↘1164 | ↘1141 | ↘1098 | ↘1094 | →1094 | ↗1152 |
| 2018  | 2019  | 2020  | 2021  |       |       |       |
| ↗1182 | ↗1187 | ↘1108 | ↘1052 |       |       |       |

Национальный состав на 1 января 2013 г.:
| Национальность | Численность, чел. | Доля    |
| -------------- | ----------------- | ------- |
| всего          | 1098              | 100,0 % |
| Марийцы        | 495               | 45,1 %  |
| Русские        | 576               | 52,5 %  |
| Татары         | 12                | 1,1 %   |
| Чуваши         | 9                 | 0,8 %   |
| другие         | 6                 | 0,5 %   |